# Geoffrey Faber Memorial Prize
Der Geoffrey Faber Memorial Prize ist ein 1963 begründeter britischer Literaturpreis, der seit 1964 zu Ehren von Geoffrey Faber (1889–1961), dem Gründer und ersten Chairman des britischen Verlags Faber & Faber, verliehen wird.
Zur Preisverleihung zugelassen sind Werke von Autoren aus dem Vereinigten Königreich, dem Commonwealth of Nations, Irland und Südafrika, die jünger als 40 Jahre sind. Der Preis wird jährlich im Frühwinter rückwirkend für das vorhergehende Jahr abwechselnd an Gedichtbände (in geraden Jahren) und Prosawerke (in ungeraden Jahren) verliehen. Den mit £ 1500 (Stand 2017) dotierten Preis erhält das Werk in Vers- oder Prosaform, das im Vereinigten Königreich in den zwei Jahren vor der Preisverleihung erstmals veröffentlicht wurde und nach Auffassung der Jury die beste literarische Leistung darstellt.
Die aus drei Kritikern bestehende Jury wird von Redakteuren bzw. Schriftleitern verschiedener Zeitschriften und Magazine nominiert, die regelmäßig Vers- und Prosawerke besprechen.

## Preisträger
- 1964: Christopher Middleton für Torse. 3 Poems 1949–1961 und George MacBeth für The Broken Places. Poems
- 1965: Frank Tuohy für The Ice Saints
- 1966: Jon Silkin für Nature Within Man
- 1967: William McIlvanney für Remedy is None und John Noone für The Man with the Chocolate Egg
- 1968: Seamus Heaney für Death of a Naturalist
- 1969: Piers Paul Read für The Junkers
- 1970: Geoffrey Hill für King Log
- 1971: James Gordon Farrell für Troubles
- 1972: Tony Harrison für The Loiners
- 1973: David Storey für Pasmore
- 1974: John Fuller für Cannibals and Missionaries und Epistles to Several Persons
- 1975: Richard B. Wright für In the Middle of a Life
- 1976: Douglas Dunn für Love or Nothing
- 1977: Carolyn Slaughter für The Story of the Weasel
- 1978: David Harsent für Dreams of the Dead und Kit Wright für The Bear Looked Over the Mountain
- 1979: Timothy Mo für The Monkey King
- 1980: Hugo Williams für Love-Life und George Szirtes für The Slant Door
- 1981: J. M. Coetzee für Waiting for the Barbarians
- 1982: Paul Muldoon für Why Brownlee Left und Tom Paulin für The Strange Museum
- 1983: Graham Swift für Shuttlecock
- 1984: James Fenton für In Memory of War: Poems 1968-83
- 1985: Julian Barnes für Flaubert's Parrot
- 1986: David Scott für A Quiet Gathering
- 1987: Guy Vanderhaeghe für Man Descending
- 1988: Michael Hofmann für Acrimony: Poems
- 1989: David Profumo für Sea Music
- 1990: Michael Donaghy für Shibboleth
- 1991: Carol Birch für The Fog Line
- 1992: Paul Muldoon für Madoc: A Mystery
- 1993: Will Self für The Quantity Theory of Insanity
- 1994: John Burnside für Feast Days
- 1995: Livi Michael für Their Angel Reach
- 1996: Kathleen Jamie für The Queen of Sheba
- 1997: Emily Perkins für Not Her Real Name
- 1998: Don Paterson für God's Gift to Women
- 1999: Gavin Kramer für Shopping
- 2000: Kathleen Jamie für Jizzen
- 2001: Trezza Azzopardi für The Hiding Place
- 2002: Greta Stoddart für At Home in the Dark
- 2003: Justin Hill für The Drink and Dream Teahouse
- 2004: Glyn Maxwell für The Nerve: Poems
- 2005: David Mitchell für Cloud Atlas
- 2006: Alice Oswald für Woods Etc.
- 2007: Edward Docx für Self Help
- 2008: Nick Laird für On Purpose
- 2009: David Szalay für London and the South-East
- 2010: Kona Macphee für Perfect Blue
- 2011: Bellinda McKeon für Solace
- 2012: Jacob Polley für The Havocs
- 2013: Eimear McBride für A Girl Is a Half-formed Thing
- 2014: Liz Berry für Black Country und Fiona Benson für Bright Travellers
- 2015: Sara Baume für Spill Simmer Falter Wither
- 2016: Kim Moore für The Art of Falling
- 2017: Gwendoline Riley für First Love